# Ardisia maestrensis
Ardisia maestrensis là một loài thực vật có hoa trong họ Anh thảo. Loài này được Urb. mô tả khoa học đầu tiên năm 1925.